# Második vatikáni zsinat
A második vatikáni zsinat a katolikus egyház 21. egyetemes zsinata volt. A zsinat a vatikáni Szent Péter-bazilikában ülésezett négy alkalommal, az 1962-től 1965-ig terjedő négy év mindegyikének őszén. Előkészítése három évig tartott.
XXIII. János pápa nyitotta meg 1962. október 11-én és 1965. december 8-án VI. Pál pápa zárta be, aki a második ülésszaktól kezdve irányította a zsinat munkálatait.
XXIII. János azért hívta össze a zsinatot, mert úgy érezte, az egyháznak alkalmazkodásra van szüksége (aggiornamento), az egyre inkább szekularizálódó világban élő emberekkel való jobb kapcsolat megteremtése érdekében.
A zsinat határozatai és eredményei hatalmas előrelépést jelentettek a római katolikus egyházra és a 20. századi társadalommal való párbeszédében. Jelentős fejlesztéseket hozott a doktrínákban és a gyakorlatban: a liturgia átfogó reformja; a megújult teológia, a kinyilatkoztatás, az egyház és a világ közötti kapcsolatok, az ökumenizmus terén, a nem keresztény vallások és a vallásszabadság új megközelítéseivel. Többek között az anyanyelvi misézés is ekkor vált központilag elfogadottá.

## A zsinat története
XXIII. János pápa 1959. január 8-án jelentette be először, hogy zsinatot kíván egybehívni, majd január 25-én véglegesítette az időpontot. Akkor az egyház képviselői értetlenül álltak a zsinat összehívásának szándéka előtt, ugyanis az első vatikáni zsinaton kihirdetett pápai tévedhetetlenség dogmája óta feleslegesnek látszott a világ több ezer püspökének megmozgatása, hiszen minden kérdésben autentikus és "tévedhetetlen" módon dönthet a pápa. Továbbá elődje, XII. Piusz egy erősen centralizált hatalmat épített ki az egyházban, aki a római kúria hivatalain, illetve bíborosain keresztül abszolút monarchiaként kormányozta a katolikus egyházat, egyre több püspöki jogkört is magának tartva fenn.
XXIII. Jánost azonban ún. lelkipásztori szempontok vezérelték a zsinat összehívásának gondolatánál. Mint nyilatkozta: „A zsinattól azt várom, hogy friss levegő áradjon be az egyházba. Le kell végre rázni a császári idők porát, ami Szt. Péter trónjára Nagy Konstantin óta lerakódott.” 
A zsinat körül a teológusok két, egymással szembenálló tábora bontakozott ki:
- progresszívok (haladók), akik azt akarták, hogy az egyház levetkőzze feudális megkötöttségeit, hogy beilleszkedjen a modern világba és egyben hangoztatták az egyház korszerűsítésének gondolatát.
- integristák (konzervatívok), akik féltek minden változástól, elítéltek minden új próbálkozást, szembeszálltak minden reformtörekvéssel és megalkuvónak bélyegeztek mindenkit, aki a legkisebb kritikával illette az egyház múltját vagy jelenét. [5]

A pápa már a zsinat előtt arról szólt, hogy mennyire szeretné, ha a liturgiában a latin helyett a nemzeti nyelvek kerülnének előtérbe. Az ilyen és hasonló kijelentései miatt az integristák (konzervatívok) nyíltan is támadták. 
A második vatikáni zsinat lett az új zsinat elnevezése, mert valójában az 1868 és 1870 között tartott első vatikáni zsinaton felvetett kérdések körében – a modern ember hitproblémái, az egyháznak a fejlődő világhoz való viszonya – kellett továbblépni. „Krisztus jegyese ma szívesebben nyúl az irgalmasság olaja után, mintsem hogy a szigor fegyverével fenyegetőzzék; úgy véli, hogy jobban segít korunk szükségletein, ha tanításának gazdagságát kínálja fel az embereknek és senkit sem ítél el.” János pápa e kijelentésével is arra kívánt válaszolni, amire a zsinat hivatva volt: hogyan szolgálhat az egyház Istennek, az embernek és a világnak. Az egyház egész történelme folyamán arra hivatott, hogy tanúságot tegyen Krisztusról és megváltó evangéliumáról.
1962. október 11-én rögzítették a zsinat ünnepélyes megnyitását. 1963 júniusában azonban meghalt XXIII. János, és ezzel tulajdonképp megszűnt a zsinat is. Az új pápa az egyházjog értelmében nem volt köteles folytatni az elődje által összehívott zsinatot. Az integristák (konzervatívok) ezt ki is használták, és igyekeztek olyan hangulatot teremteni, hogy a János pápa által felelőtlenül összehívott és rossz vágányra tévedt zsinatot nem szabad folytatni. Ezzel szemben az új pápa, VI. Pál megválasztása után nem sokkal bejelentette, hogy legfontosabb feladatának tekinti a zsinat folytatását.
1965. december 8-án volt a zsinat záró aktusa. Peremeseményének tekinthető, hogy a zsinati atyák közül negyven püspök néhány héttel a zsinat befejezése előtt a Domitilla-katakombában aláírta az ún. katakombapaktumot, melyhez a későbbiek során mintegy ötszáz püspök csatlakozott.
A János pápa által kijelölt hármas célkitűzés, amely mellett a zsinat mindvégig kitartott:
- az egyház belső életének megújítása
- az elszakadt keresztény testvéreknek az egyházba való visszahívása
- a mai világgal folytatott párbeszéd

Az egyház belső reformja szükségessé tette az egyház eszmei, dogmatikus tartalmának tisztázását és biblikus mélyítését. Ugyanaz az eszmei alap indította el a világgal kezdeményezett dialógust is, melyben az egyház erkölcsi erejének és isteni küldetésének tudatában a hívőkön keresztül segítséget kíván nyújtani az új történelmi szakaszba lépő emberiségnek.
Az egyház püspökei, mintegy 2500-an, kevés kivétellel mind jelen voltak. Ökumenikus volt a zsinat minden ízében, mert át akarta fogni az egész világot. Eddig nem látott egyetemességben a zsinat „a világegyház zsinatja lett a világról”. Minden új kijelentés a régi és maradandó hiten alapult.

## A zsinati dokumentumok
A zsinat háromesztendős munkája 16 zsinati dokumentumot produkált, ezek: 4 konstitúció (határozat), 9 dekrétum (rendelkezés) és 3 deklaráció (nyilatkozat).
Négy hittani konstitúció: 
1. Konstitúció a szent liturgiáról (Sacrosanctum Concilium)
2. Dogmatikus konstitúció az Egyházról (Lumen gentium)
3. Dogmatikus konstitúció az isteni kinyilatkoztatásról (Dei verbum)
4. Pasztorális konstitúció az Egyházról a jelen világban (Gaudium et spes)

Kilenc dekrétum: 
1. Rendelkezés a hírközlő eszközökről (Inter mirifica)
2. Rendelkezés a keleti katolikus egyházakról (Orientalium ecclesiarium)
3. Rendelkezés az ökumenizmusról (Unitatis redintegratio)
4. Rendelkezés a püspökök pasztorális tisztségéről (Christus Dominus)
5. Rendelkezés a szerzetesi élet megújításáról (Perfectae caritatis)
6. Rendelkezés a papképzésről (Optatam totius)
7. Rendelkezés a világiak apostolkodásáról (Apostolicam actuositatem)
8. Rendelkezés az Egyház missziós tevékenységéről (Ad gentes)
9. Rendelkezés a papi szolgálatról és életről (Presbyterorum ordinis)

Három deklaráció: 
1. Nyilatkozat a keresztény nevelésről (Gravissimum educationis),
2. Nyilatkozat az Egyház és a nem-keresztény vallások viszonyáról (Nostra aetate) – ez teremtette meg az alapját a Katolikus–Zsidó Kapcsolatok Nemzetközi Bizottsága létrehozásának
3. Nyilatkozat a vallásszabadságról (Dignitatis humanae)

A konstitúciók (határozatok) inkább nagyobb elméleti kérdéseket foglalnak össze, a rendelkezések főleg gyakorlati vonatkozásúak, a nyilatkozatok pedig elsősorban kisebb kérdések körüli állásfoglalások. Ezekben újra meg kellett fogalmazni, mi az egyház önmagában, milyen az egyház belső élete és mi az egyháznak a kifelé való küldetése. A dokumentumokat az alábbiakban a zsinat e hármas célkitűzésének megfelelően foglaljuk rendszerbe.

### Az egyház
Dogmatikai konstitúció az egyházról (1)
Lumen Gentium (Az egyházról)
A II. vatikáni zsinat okmányai közül a legjelentősebb a Lumen gentium, melyben az egyház önmaga és a világ számára megfogalmazza saját lényegét. Hogy mi is valójában az egyház, mi végett rendelte Krisztus.
1. rész: A hagyományos egyházkép, ill. mi teszi szükségessé ennek átalakítását.
2. rész: Ennek a konstitúciónak a története a zsinaton: tervezési előmunkálatok, tématervek, az egyes fejezetek tárgyalása, a zsinati titkár értelmező magyarázata.
3. rész: Az egyház titka (misztériuma), azaz együtt „a látható és láthatatlan, a felfogható és felfoghatatlan”.

### Az egyház belső élete
Üdvösségi, megszentelési funkciója: 
- Konstitúció a szent liturgiáról (2)
- Dogmatikai konstitúció az isteni kinyilatkozásról (3)

Dei Verbum (Az isteni kinyilatkoztatásról) Kiemelkedő fontosságú. Választ kellett adni korunk sürgető vallási, hitbeli és teológiai kérdéseire. 
Fontosságát kiemeli, hogy az Írás és a hagyomány viszonyának tisztázása egyengeti az utat a protestánsok felé. 
- 1. rész: a kinyilatkoztatásról szóló hagyományos egyházi tanításról szól, pl. kifejti, hogy a hívek kapcsolata a Szentírással nem volt megfelelő.
- 2. rész: ennek a konstitúciónak a történetét írja le a Zsinaton: az előkészítés első szakaszát, a heves vitákat, amíg a végleges szöveg el nem készült,
- 3. rész: a zsinati okmány magyarázata.

A helyi egyház alapvető lelkipásztori kérdései:
- Rendelkezés a püspökök lelkipásztori hivatásáról (4)
- Nyilatkozat a katolikus nevelésről (5)
- Rendelkezés a papnevelésről (6)
- Rendelkezés a papi szolgálatról és életről (7)
- Rendelkezés a szerzetesi élet korszerű megújításáról (8)
- Rendelkezés az egyház missziós tevékenységéről (9)
- Rendelkezés a világi hívek apostolkodásáról (10)
- Rendelkezés a tájékoztató eszközökről (11)
- Rendelkezés a keleti katolikus egyházakról (12)

### Az egyház kifelé való küldetése
- Nyilatkozat a vallásszabadságról (13)
- Rendelkezés az ökumenizmusról (14)
- Nyilatkozat a nem-keresztény vallásokról (15)
- Lelkipásztori konstitúció az egyház és a mai világ viszonyáról (16)

## A zsinat pasztorális jellege
Pasztorális jellegen a zsinat munkájának, törekvéseinek sajátos tanítási vagy kifejezési szellemét értjük. Megnyitó beszédében János pápa a zsinat ismert hármas célkitűzése mellett még egy külön is követendő szempontra hívta fel a figyelmet: „törekednünk kell az egész keresztény igazság új kijelentésére, amelynél különbséget kell tennünk az igazságok és azok hirdetési és alkalmazási módja között.” „A zsinatnak arra kell törekednie, hogy úgy mélyítse el és úgy adja elő az egyház tanítását, hogy az megfeleljen korunk követelményének. Az egyház meg akar szabadulni mindattól, ami benne elévült és történelmi múlt, hogy ezáltal önmaga valódi mivoltára találva eredményesebben tudja teljesíteni korszerű küldetését.” Ez az aggiornamento, a korszerűsítés, a kor szintjére való felemelkedés elve.
A zsinat pasztorális irányát egyesek félreértették, mintha a zsinat nem törődne az igazsággal, a tannal és csak gyakorlati utasításokat kívánna adni az élethez. Egyesek a lelkipásztorkodás és a dogma közötti szakadástól tartottak. Valójában azonban a zsinat pasztorális szempontja nem jelentett mást, mint az egyházi tanításnak az életre való alkalmazását.

## A zsinat teológiája
A II. vatikáni zsinat szerint: minden előrehaladás a hitből jön, a kinyilatkoztatott isteni igazságokra való odafigyelésből, a kor sürgetéseire, a feltett kérdésekre való bátor válaszadásból.

## A zsinat dokumentumai magyar nyelven
- A II. Vatikáni Zsinat dokumentumai (Szent István Kézikönyvek 2.), Szent István Társulat, Budapest, 2000, ISBN 963-361-161-X, 980 p.
- A II. Vatikáni Zsinat dokumentumai negyven év távlatából, 1962–2002. A zsinati dokumentumok áttekintése és megvalósulása; szerk. Kránitz Mihály; Szt. István Társulat, Budapest, 2002